# Печенюгівська сільська рада
Печеню́гівська сільська́ ра́да — адміністративно-територіальна одиниця та орган місцевого самоврядування в Новгород-Сіверському районі Чернігівської області. Адміністративний центр — село Печенюги.

## Загальні відомості
Печенюгівська сільська рада утворена у 1928 році.
- Територія ради: 91,578 км²
- Населення ради: 1 152 особи (станом на 2001 рік)

## Населені пункти
Сільській раді підпорядковані населені пункти:
- с. Печенюги
- с. Володимирівка
- с. Восточне
- с. Кузьминське
- с. Лизунівка

## Склад ради
Рада складається з 12 депутатів та голови.
- Голова ради:
- Секретар ради: Молчан Світлана Іванівна

### Керівний склад попередніх скликань
| Прізвище, ім'я, по батькові | Основні відомості                                                         | Дата обрання | Дата звільнення |
| --------------------------- | ------------------------------------------------------------------------- | ------------ | --------------- |
| Шкель Володимир Миколайович | Сільський голова, 1966 року народження, освіта вища, безпартійний         | 26.03.2006   | 31.10.2010      |
| Шкель Володимир Миколайович | Сільський голова, 1966 року народження, освіта вища, член Партії регіонів | 31.10.2010   | 21.10.2014      |

Примітка: таблиця складена за даними сайту Верховної Ради України

### Депутати
За результатами місцевих виборів 2010 року депутатами ради стали:

#### За суб'єктами висування
| Суб'єкт висування                 | Кількість обраних депутатів | %  |
| --------------------------------- | --------------------------- | -- |
| Партія регіонів                   | 6                           | 50 |
| Політична партія «Сильна Україна» | 3                           | 25 |
| Самовисування                     | 3                           | 25 |

#### За округами
| № округу                          | Прізвище, ім'я, по батькові   | Дата визнання обраним | Освіта             | Партійна приналежність | Відомості про обраного депутата         |
| --------------------------------- | ----------------------------- | --------------------- | ------------------ | ---------------------- | --------------------------------------- |
| Партія регіонів                   |                               |                       |                    |                        |                                         |
| 2                                 | Косенко Анатолій Григорович   | 03.11.2010            | середня            | член Партії регіонів   | ТОВ «Мрія», бригадир тракторної бригади |
| 3                                 | Гаєвська Світлана Анатоліївна | 03.11.2010            | вища               | член Партії регіонів   | Печенюгівський НВК, вчитель             |
| 4                                 | Молчан Світлана Іванівна      | 03.11.2010            | середня спеціальна | член Партії регіонів   | Печенюгівський НВК, бухгалтер           |
| 7                                 | Шарай Світлана Олександрівна  | 03.11.2010            | середня спеціальна | член Партії регіонів   | Менський сирзавод, приймальник молока   |
| 9                                 | Лязгіна Галина Іванівна       | 03.11.2010            | вища               | член Партії регіонів   | Лизунівський БК, художній керівник      |
| 12                                | Гагін Володимир Вікторовим    | 03.11.2010            | середня спеціальна | член Партії регіонів   | НАСК «Оранта», страховий агент          |
| Політична партія «Сильна Україна» |                               |                       |                    |                        |                                         |
| 1                                 | Коврижко Надія Михайлівна     | 03.11.2010            | вища               | позапартійна           | Печенюгівський НВК, вчитель             |
| 5                                 | Шабетя Олександр Григорович   | 03.11.2010            | середня            | позапартійний          | Печенюгівський НВК, кочегар             |
| 6                                 | Приходько Людмила Олексіївна  | 03.11.2010            | вища               | позапартійна           | Печенюгівський НВК, вчитель             |
| Самовисування                     |                               |                       |                    |                        |                                         |
| 8                                 | Жорова Надія Анатоліївна      | 03.11.2010            | середня спеціальна | позапартійна           | Лизунівський ФП, молодша медсестра      |
| 10                                | Мехед Олена миколаївна        | 10.01.2011            | середня спеціальна | позапартійна           | тимчасово не працює                     |
| 11                                | Лось Олександр Михайлович     | 03.11.2010            | середня            | позапартійний          | тимчасово не працює                     |